# Ultimate Ultimate 1995
The Ultimate Ultimate (también conocido como Ultimate Ultimate 1995, UFC Ultimate Ultimate 1995 y UFC 7.5) fue un evento de artes marciales mixtas producido por la Ultimate Fighting Championship (UFC). Tuvo lugar el 16 de diciembre de 1995 desde el Mammoth Gardens en Denver, Colorado.

## Historia
Ultimate Ultimate 1995 contó con un torneo de ocho hombres con el ganador recibiendo 150 000 dólares. El evento también contó con dos peleas alternativas. Los combates no tenían asaltos, no obstante se puso un tiempo límite de 15 minutos para los cuartos de final y 18 minutos para las semifinales en el torneo.

## Desarrollo
|  | Cuartos de final | Cuartos de final | Cuartos de final |               |             | Semifinales | Semifinales | Semifinales |  |            | Final      | Final | Final |  |
|  |                  |                  |                  |               |             |             |             |             |  |            |            |       |       |  |
|  |                  |                  |                  |               |             |             |             |             |  |            |            |       |       |  |
|  | Tank Abbott      | Tank Abbott      | SUM              |               |             |             |             |             |  |            |            |       |       |  |
|  | Tank Abbott      | Tank Abbott      | SUM              |               |             |             |             |             |  |            |            |       |       |  |
|  | Steve Jennum     | Steve Jennum     | 1:14             |               |             |             |             |             |  |            |            |       |       |  |
|  | Steve Jennum     | Steve Jennum     | 1:14             |               | Tank Abbott | Tank Abbott | 18:00       |             |  |            |            |       |       |  |
|  |                  |                  |                  |               | Tank Abbott | Tank Abbott | 18:00       |             |  |            |            |       |       |  |
|  |                  |                  | Dan Severn       | Dan Severn    | DEC         |             |             |             |  |            |            |       |       |  |
|  | Dan Severn       | Dan Severn       | Dan Severn       | Dan Severn    | DEC         | SUM         |             |             |  |            |            |       |       |  |
|  | Dan Severn       | Dan Severn       |                  |               |             |             |             |             |  |            |            |       |       |  |
|  | Paul Varelans    | Paul Varelans    | 1:01             |               |             |             |             |             |  |            |            |       |       |  |
|  | Paul Varelans    | Paul Varelans    | 1:01             |               |             |             |             |             |  | Dan Severn | Dan Severn | DEC   |       |  |
|  |                  |                  |                  |               |             |             |             |             |  | Dan Severn | Dan Severn | DEC   |       |  |
|  |                  |                  | Oleg Taktarov    | Oleg Taktarov | 30:00       |             |             |             |  |            |            |       |       |  |
|  | Marco Ruas       | Marco Ruas       | Oleg Taktarov    | Oleg Taktarov | 30:00       | SUM         |             |             |  |            |            |       |       |  |
|  | Marco Ruas       | Marco Ruas       |                  |               |             |             |             |             |  |            |            |       |       |  |
|  | Keith Hackney    | Keith Hackney    | 2:39             |               |             |             |             |             |  |            |            |       |       |  |
|  | Keith Hackney    | Keith Hackney    | 2:39             |               | Marco Ruas  | Marco Ruas  | 18:00       |             |  |            |            |       |       |  |
|  |                  |                  |                  |               | Marco Ruas  | Marco Ruas  | 18:00       |             |  |            |            |       |       |  |
|  |                  |                  | Oleg Taktarov    | Oleg Taktarov | DEC         |             |             |             |  |            |            |       |       |  |
|  | Oleg Taktarov    | Oleg Taktarov    | Oleg Taktarov    | Oleg Taktarov | DEC         | SUM         |             |             |  |            |            |       |       |  |
|  | Oleg Taktarov    | Oleg Taktarov    |                  |               |             |             |             |             |  |            |            |       |       |  |
|  | Dave Beneteau    | Dave Beneteau    | 1:15             |               |             |             |             |             |  |            |            |       |       |  |
|  | Dave Beneteau    | Dave Beneteau    | 1:15             |               |             |             |             |             |  |            |            |       |       |  |
|  |                  |                  |                  |               |             |             |             |             |  |            |            |       |       |  |